# 语义饱和

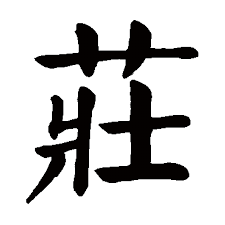
在长时间看到一个汉字后，可能会突然产生不认识該字的陌生感

语义饱和（英語：semantic satiation），又称字形饱和、完形崩壞（日語：ゲシュタルト崩壊），是一种心理学现象，指的是人在重复盯着一个字或者一个单词长时间后，会发生突然不认识該字或者單詞的情况。此现象仅短暂出现，心理学上认为其原因是人的大脑神经如果短时间内接收到太多重复的刺激，就会引起神经活动的抑制，造成对常用字突然不认识的现象。
语义饱和是犹昧感现象的一种。

## 原理
语义饱和的原理在于“注意力转移”，当人眼对一个字盯了一段时间后，大脑会不由自主地只注意字的某一部分，从而使这个字丧失了整体感，继而对这个字的读音和意义的记忆也会变得模糊。这种大脑的行为不是人为可以控制的，因为在盯着一个字太久之后，会自动引起神經活動的抑制，形成联想阻断。无论是中文还是英文，这种饱和阻断现象均发生在字形到语义的联接过程中。因此，人先会对字音感到困惑，继而失去对字义的联想能力。
日本學者二濑由理的研究指出當這些字大小相同時，識別需要的時間較長；若這些字大小不同時，只有在這些字的字體不同時才會有明顯的语义饱和出現。

## 历史名称
语义饱和这个词最早由加拿大麥吉爾大學的博士莱昂·詹姆斯于1962年在他的论文中提出。当时他用的是“语言饱和”这个词。除此以外，不少学者曾用各种词来形容这一现象：
- 抑制（inhibition）（赫伯特（Herbert，全名不详），原文章名和出版刊物不详，莱昂·詹姆斯在论文中只说Herbert所用的术语在Boring, E.G的《A history of experimental psychology》被提及到了，1824年）
- 心理疲劳（mental fatigue）（道奇（Dodge, R.），《The laws of relative fatigue》，1917年）
- 词义隔绝（lapse of meaning） （巴塞特（Bassett, M.F.）和沃恩（Warne, C.J.），《On the lapse of verbal meaning with repetition》，1919年）
- 工作递减（work decrement） （罗宾逊（Robinson, E.S.）和比尔兹（Bills, A.G.）[註 2]，《Two factors in the work decrement》，1926年）
- 大脑皮层的抑制（cortical inhibition） （巴甫洛夫（Pavlov, I.），未提到具体的文章标题，192?[註 3]年）
- 适应（adaptation）(吉布森(Gibson, J.J.)，《Adaptation with negative after-effect》，1937年）
- 灭绝（extinction）（希尔加德(Hilgard, E.R.）和马奎斯（Marquis, D.G.），未提到具体的文章标题，1940年）
- 饱和（satiation）（科勒（Kohler, W.）和瓦拉赫（Wallach, H.），《Figural after-effects》，1940年）
- 反应抑制（inhibition）（赫尔(Hull, C.L.），未提到具体的文章标题，1911年）
- 刺激饱和（stimulus satiation） （西恩格兰泽(Glanzer, M.），《Stimulus satiation: An explanation of spontaneous alternation and related phenomena》，1953年）
- 记忆力迟钝（reminiscence）（艾森克（Eysenck, H.J.），《Reminiscence, drive, and personality theory》，1956年）
- 语言饱和（verbal satiation） （史密斯(Smith, D.E. P.）和瑞格（Raygor, A.L.），《Verbal satiation and personality》，1956年）
- 语言转化（verbal transformation） （沃伦（Warren, R.M.），《Illusory changes in repeated words: Differences between young adults and the aged》和《Illusory changes of distinct speech upon repetition—the verbal transformation》，1961年）

## 应用
语义饱和可以用于抑制演讲焦虑。对于患有口吃的患者，可以通过反复地重复一些单词，使得大脑的神经疲倦，继而弱化因此而产生的焦虑症状。

## 更普遍的情形
不仅在于语言，如果对一幅熟人的照片或一个熟悉的地点，观察了过久之后都有可能会突然觉得陌生起来。
类似的“神经疲倦”现象不止如此，有时也能导致感官抑制。例如人长时间处于喷有香水的房间，对香味的感官也会暂时消失，感觉不到香水的味道。（即嗅觉疲劳）莱昂·詹姆斯对不同的实验对象，用不同的语言的单词，图片甚至数字做测试，发现被实验者均出现了短暂性的语义饱和症状。

## 流行文化
- 在愛倫·坡的短篇小说《贝勒尼基（英语：Berenice (short story)）》中，主人公提到：“重复一些单调的常用字，直到声音重复的过于頻繁，不再向大脑传递达任何思想。”[6]
- 《六人行》中的一集曾经提到，主角重复太多次，直到发现自己忘记了这个词的意思[7]。
- 特里·卡尔（英语：Terry Carr）的小说中曾经提到，主角重复“书架”这个词太多遍，以至于完全忘了书架是什么意思。继而发现自己房间里的书架都消失了。
- 托尼·伯吉斯（英语：Tony_Burgess_(author)）的小说《庞蒂浦改变一切（英语：Pontypool Changes Everything）》也提到了语义饱和的现象。
- 在奇幻小说集《貓頭鷹守護神》中，年幼的猫头鹰重复叫着自己的名字以至于反而忘却了自己的名字，以适应别人给的新名字。
- 美剧《追愛總動員》(How I Met Your Mother)的第五季第三集“罗宾101”中，泰迪提到“任何一个词，重复了100遍都会感觉怪怪的。”然后重复说“碗”这个单词，把自己说糊涂了。
- 在动画《探險活寶》中，艾薇爾重复“有趣”这个单词太多次，直到发现这个单词开始“听起来有点怪”。
- 在日本偵探漫畫《名偵探柯南》單行本第75集中的一則故事裡（動畫第655集《毒与幻的设计》），犯案者以完形崩壞原理作為謀害被害人的手法。
- 在條漫網站Comico上連載的漫畫《驚魂之夜》的第三十三集“完形崩壞”中，魂春為了尋找失蹤的和雨，在公寓中面對對鏡嘗試了以语义饱和為原理的怪談。（對著鏡中的自己問“你是誰”)[8]
- 台灣知名綜藝節目《天才衝衝衝》的遊戲環節《燃燒吧!關鍵字》當中，由於需一直盯著同一個字造詞，藝人時常會有完型崩壞的現象。